# Лайтесс, Наташа
Ната́ша Лайте́сс (род. 16 мая 1911, Берлин, Германия — 12 мая 1963, Цюрих, Швейцария) — американская актриса театра и кино, преподаватель драматического искусства. Наиболее известна из-за многолетней дружбы и сотрудничества с Мэрилин Монро в качестве её преподавателя актёрского мастерства.

## Жизнь и карьера
Ната́ша Лайте́сс, урождённая По́стманн, также известная как Та́ла Фо́рман, родилась 16 мая 1911 года в Берлине, Германия.
Лайтесс училась актёрскому мастерству у режиссёра Макса Рейнхардта, после чего выступала в театре.
Когда нацисты пришли к власти, в свете её еврейского происхождения, Наташа иммигрировала в США и поселилась в Лос-Анджелесе. Она надеялась на успешную карьеру в кино, но её немецкий акцент и «неженственная» по мнению продюсеров внешность, ограничивали её в ролях, которые она могла играть.
У неё были небольшие роли в фильмах «Товарищ X» (1940), «Однажды в медовый месяц» (1942) и «Дом на Телеграфном холме» (1951). Её игра в фильме «Однажды в медовый месяц» получила похвалу от известного критика из The New York Times Босли Краузера, который написал, что она «сияет ясным и острым блеском в короткой роли еврейской горничной».
Лайтесс также являлась профессиональным педагогом драматического искусства, среди её учеников были актрисы Мейми Ван Дорен, Вирджиния Лайт и Энн Сэвидж.
Наташа наиболее известна своим сотрудничеством с киноактрисой Мэрилин Монро с 1948 по 1955 год. Во время работы педагогом на студии Columbia Pictures, Наташе показали кинопробы Монро и она одобрила её, увидев в ней потенциал, в результате чего с актрисой был подписан стандартный шестимесячный контракт. С тех пор Лайтесс была постоянным наставником Монро. Они сильно сблизились и стали лучшими подругами, а в 1951 году Монро переехала к Наташе и жила с ней два года. В сентябре 1954 года Лайтесс появилась в популярном игровом телешоу «What's My Line?» в роли педагога драматического искусства Мэрилин Монро. Её род деятельности был угадан одним из жюри, который узнал её. Лайтесс была наставником актрисы на протяжении почти всей её карьеры и в 25 фильмах. Известно, что женщина питала более чем профессиональные чувства к Монро, которые, по словам самой Мэрилин и других актрис учившихся у неё, перерастали в властную одержимость. В 1956 году Монро отправила Лайтесс телеграмму, в которой написала, что больше не нуждается в её услугах. Так закончились их дружба и семилетнее сотрудничество.
В 1958 году у Наташи был диагностирован рак и её уволили с работы. Она пыталась связаться с Мэрилин Монро, чтобы попросить помощи, и даже приехала к ней в её квартиру в Нью-Йорке, однако актриса не захотела видеть её. 12 мая 1963 года, не дожив четыре дня до своего пятьдесят второго дня рождения, Лайтесс умерла после осложнений в связи с перенесённой операцией в Швейцарии.
Наташа Лайтесс показана во многих биографических фильмах и сериалах о Мэрилин Монро. Наиболее известными из них являются фильмы «Мэрилин: Нерассказанная история» (1980), «Норма Джин и Мэрилин» (1996) и мини-сериал «Секретная жизнь Мэрилин Монро» (2015).

## Личная жизнь
У Лайтесс были отношения с писателем и сценаристом Бруно Франком, который также считается отцом её дочери Барбары, родившейся в 1943 году.

## Фильмография
| Год  | Название                 | Роль            | Примечания                            |
| ---- | ------------------------ | --------------- | ------------------------------------- |
| 1940 | Товарищ Икс              | Ольга Миланова  |                                       |
| 1942 | Однажды в медовый месяц  | Анна            |                                       |
| 1951 | Дом на Телеграфном холме | Карин Дернакова |                                       |
| 1952 | Всякое может случиться   | Мадам Грешани   |                                       |
| 1958 | Театр звёзд              | Мать            | В серии «Комендантский час в полночь» |
| 1961 | Варавва                  |                 | В титрах не указана                   |